# Municipio B
Das Municipio B ist eine Verwaltungseinheit innerhalb der uruguayischen Hauptstadt Montevideo.

## Lage und Zusammensetzung
Das Municipio B erstreckt sich auf den südwestlichen Teil des Departamentos Montevideo, den Kernstadtbereich Montevideos. Es besteht aus den Barrios Cordón, Parque Rodó, Palermo, Barrio Sur, Ciudad Vieja, Centro, Teile von La Aguada, La Comercial und Tres Cruces.

## Verwaltung
Alcalde des Municipios B ist im Jahr 2014 Carlos Varela Ubal.